# Jane Bryan
Pour les articles homonymes, voir Bryan.
Jane Bryan (11 juin 1918 à Los Angeles (Californie) - 8 avril 2009, à Pebble Beach (Californie)) est une actrice américaine.

## Filmographie partielle
- 1936 : Le Mystère du chat noir (en) (The Case of the Black Cat) de William C. McGann et Alan Crosland
- 1937 : Femmes marquées (Marked woman) de Lloyd Bacon
- 1937 : Le Dernier Combat (Kid Galahad) de Michael Curtiz
- 1937 : Confession de Joe May
- 1938 : Un meurtre sans importance (A Slight Case of Murder) de Lloyd Bacon
- 1938 : Nuits de bal (The Sisters) d'Anatole Litvak
- 1938 : Jeunes filles en surveillance (en) (Girls on Probation) de William C. McGann
- 1938 : Les Cadets de Virginie (Brother Rat) de William Keighley
- 1939 : À chaque aube je meurs (Each Dawn I Die) de William Keighley
- 1939 : La Vieille Fille (The Old Maid) d'Edmund Goulding
- 1939 : These Glamour Girls de S. Sylvan Simon
- 1939 : Nous ne sommes pas seuls (We Are Not Alone) d'Edmund Goulding
- 1939 : En surveillance spéciale (Invisible Stripes de Lloyd Bacon
- 1940 : Brother Rat and a Baby de Ray Enright